# Tetragnatha maralba
Tetragnatha maralba là một loài nhện trong họ Tetragnathidae.
Loài này thuộc chi Tetragnatha. Tetragnatha maralba được miêu tả năm 1983 bởi Roberts.